# Бернардо Строцці
Бернардо Строцці (італ. Bernardo Strozzi; бл. 1581, Генуя — 2 серпня 1644, Венеція) — італійський художник доби бароко. Малював релігійні композиції, побутові сцени, натюрморти, портрети.

## Біографія
Точної дати народження Строцці не збережено. З подальшого життя можна зробити висновок, що мав невисоке походження, бо у віці 17 років став ченцем ордену капуцинів, як це відбувалося в родинах незаможних італійців.
Першим вчителем майбутнього художника називають П. Соррі. Аналіз творів самого Строцці доводить, що той самотужки вивчав твори Караваджо і караваджистів, художників Венеції і Фландрії XVI-XVII століття.
Строцці виріс в Генуї, що мала свій флот і потребувала інженерів. Авантюрний характер Строцці виявився в тому, що покидав і монастир, і художні справи і робив деякий час корабельним інженером.
Після смерті його матері у 1630 р. наново пішов у монастир. Мав духовний сан, а у Венеції навіть став єпископом. Помер у Венеції.

### Вибрані твори
- «Св. Франциск»

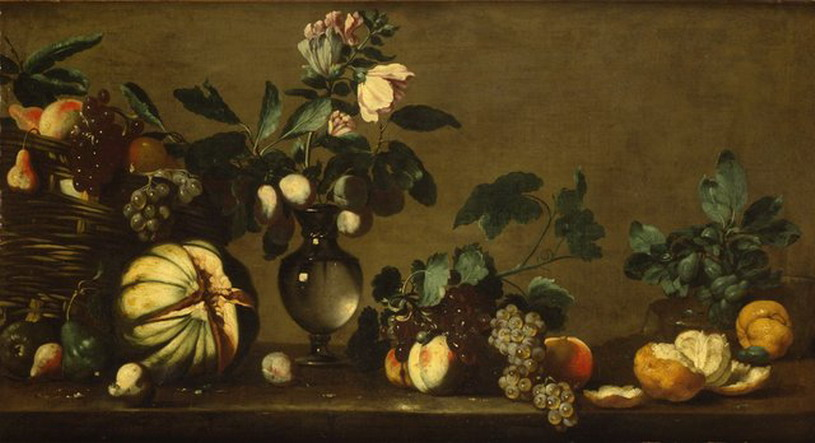
Бернардо Строцці. «Натюрморт з квітами в вазі, кошиком з фруктами і виноградом».

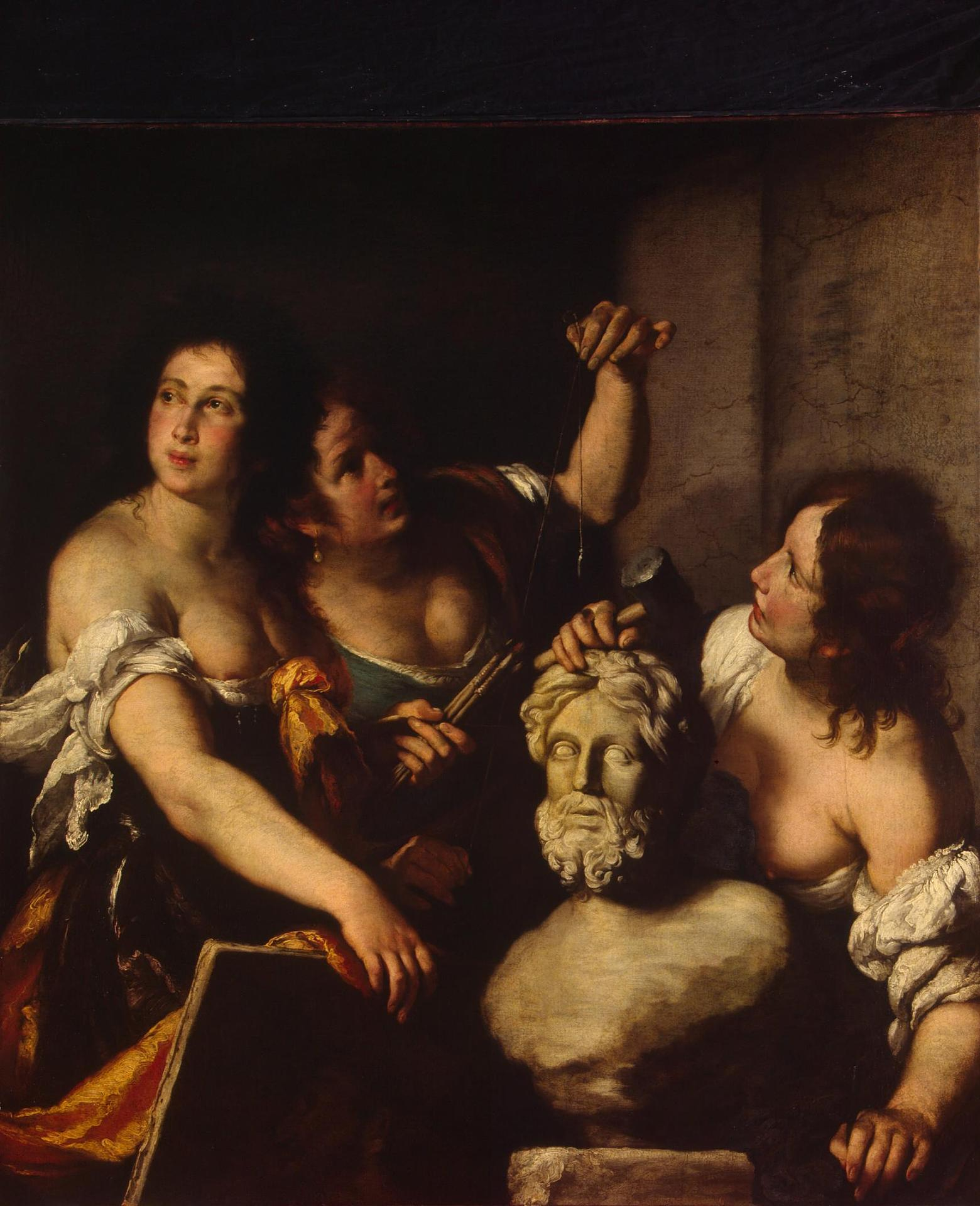
Алегорія трьох вільних мистецтв, Ермітаж, Петербург.

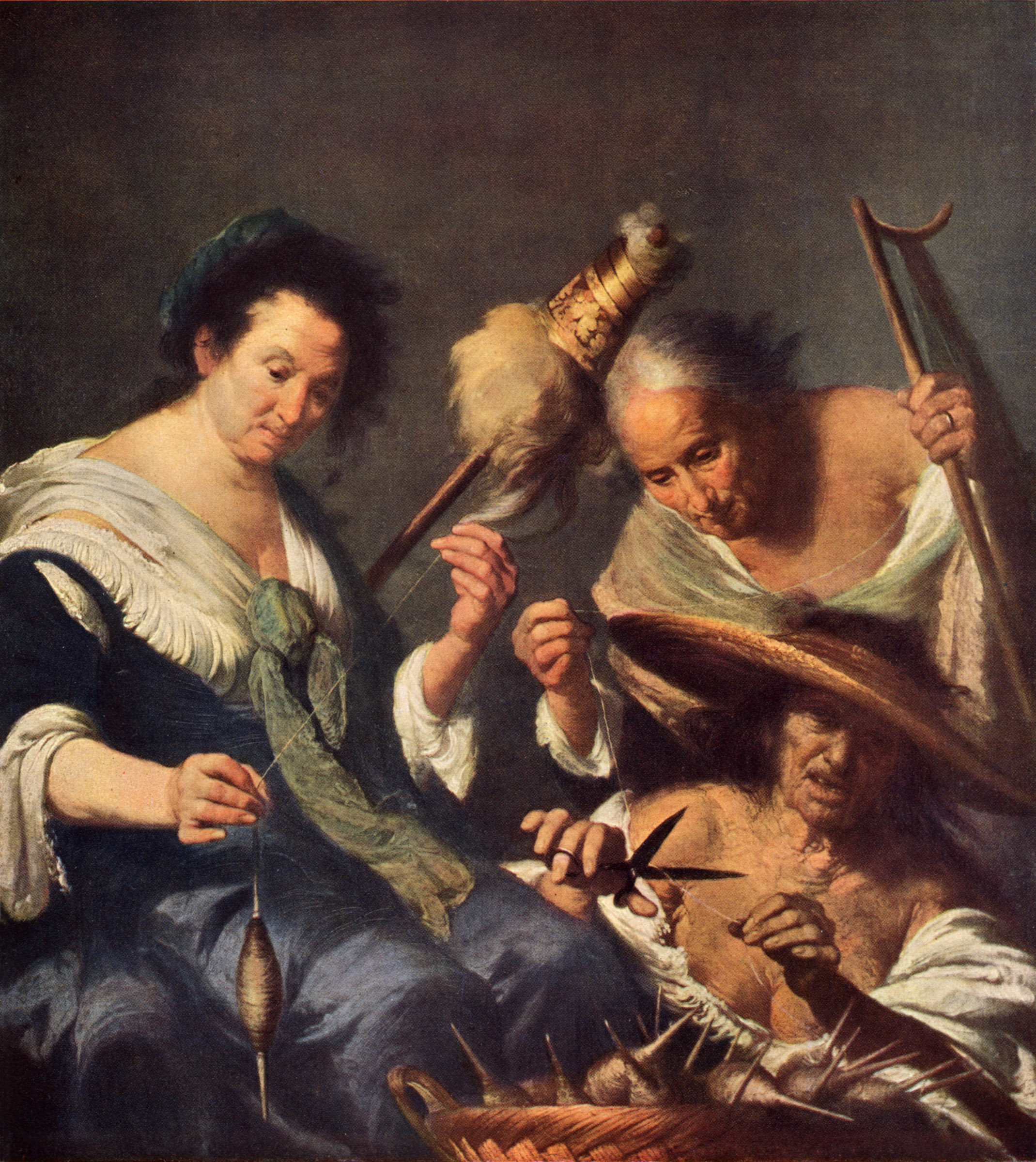
При богині долі Парки.

- «Св. Маргарита», Смоленський художній музей, Смоленськ
- «Ревекка біля колодязя», Галерея старих майстрів, Дрезден
- «Св. Маврикій і янгол», Ермітаж, Санкт-Петербург
- «Алегорія трьох вільних мистецтв», Ермітаж, Санкт-Петербург
- «Роздача милостині Св. Лаврентієм», Портленд, США
- «Диво Святої Зіти» (перетворення Богом хліба на квіти)
- «Св. Антоній Падуанський з Христом немовлям»
- «Янгол охоронець», 1630, Музей образотворчих мистецтв, Х'юстон
- «Концерт» (три музики), 1631
- «Портрет Джан Донато Корреджо у вигляді Персея», бл. 1631, Музей Манін, Діжон
- «Св. Вероніка», бл. 1635, Прадо, Мадрид
- «Зцілення Товіта», бл. 1635, Ермітаж, Санкт-Петербург
- «Поет Джуліо Строцці», 1635, Лондон
- «Янгол визволяє апостола Петра з ув'язнення», 1635
- «Портрет дожа Еріццо», Галерея Академії, Венеція
- «Кавалер мальтійського ордену», Пінакотека Брера, Мілан
- «Урок астрономії», бл. 1635, Москва
- «Давид з відрубаною головою Голіафа», 1636, Цинциннаті, США
- «Апостол Петро зцілює паралічного», Львівська національна галерея мистецтв, Львів
- «Се людина», Музей західного і східного мистецтва, Одеса
- «Портрет Нікколо Куччі», 1637, Картинна галерея Вірменії, Єреван
- «Диво з п'ятьма хлібинами та двома рибами», Музей образотворчих мистецтв імені Пушкіна, Москва
- «Мадонна справедливості», Лувр, Париж
- «Мадонна з немовлям та блаженний Федікс Канталіче»
- «Благовіщення», 1644, Музей образотворчих мистецтв, Будапешт
- «Проповідь Івана Хрестителя», бл. 1644
- «Викрадення Європи», Познань, Польща
- «Три богині долі Парки».
- «Св. Христофор, Св. Рох та Св. Себастьян»

### Побутові картини

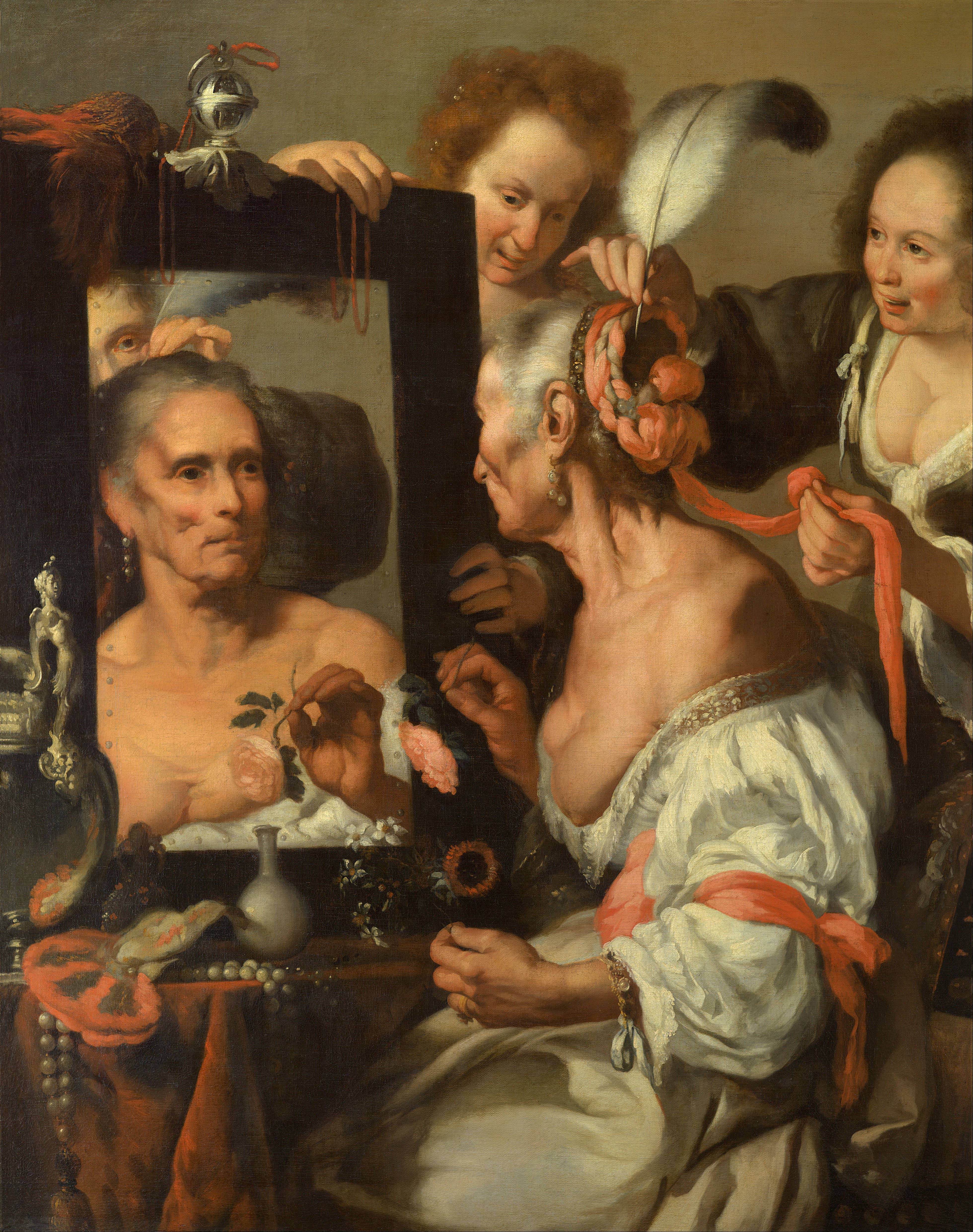
Стара кокетка
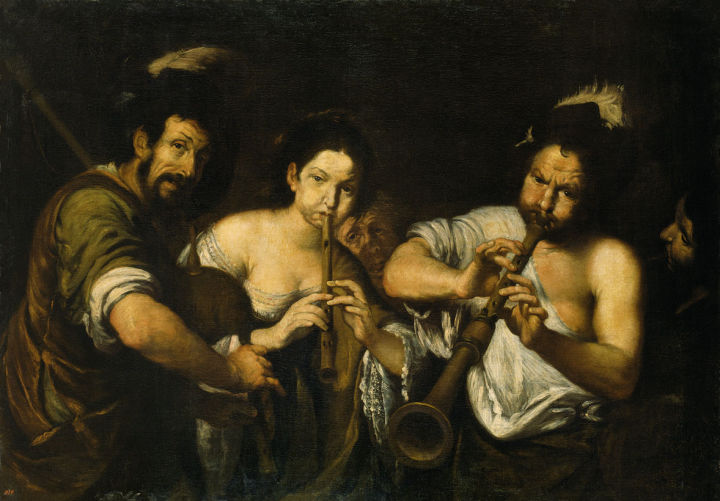
Концерт ( три музики ), 1631
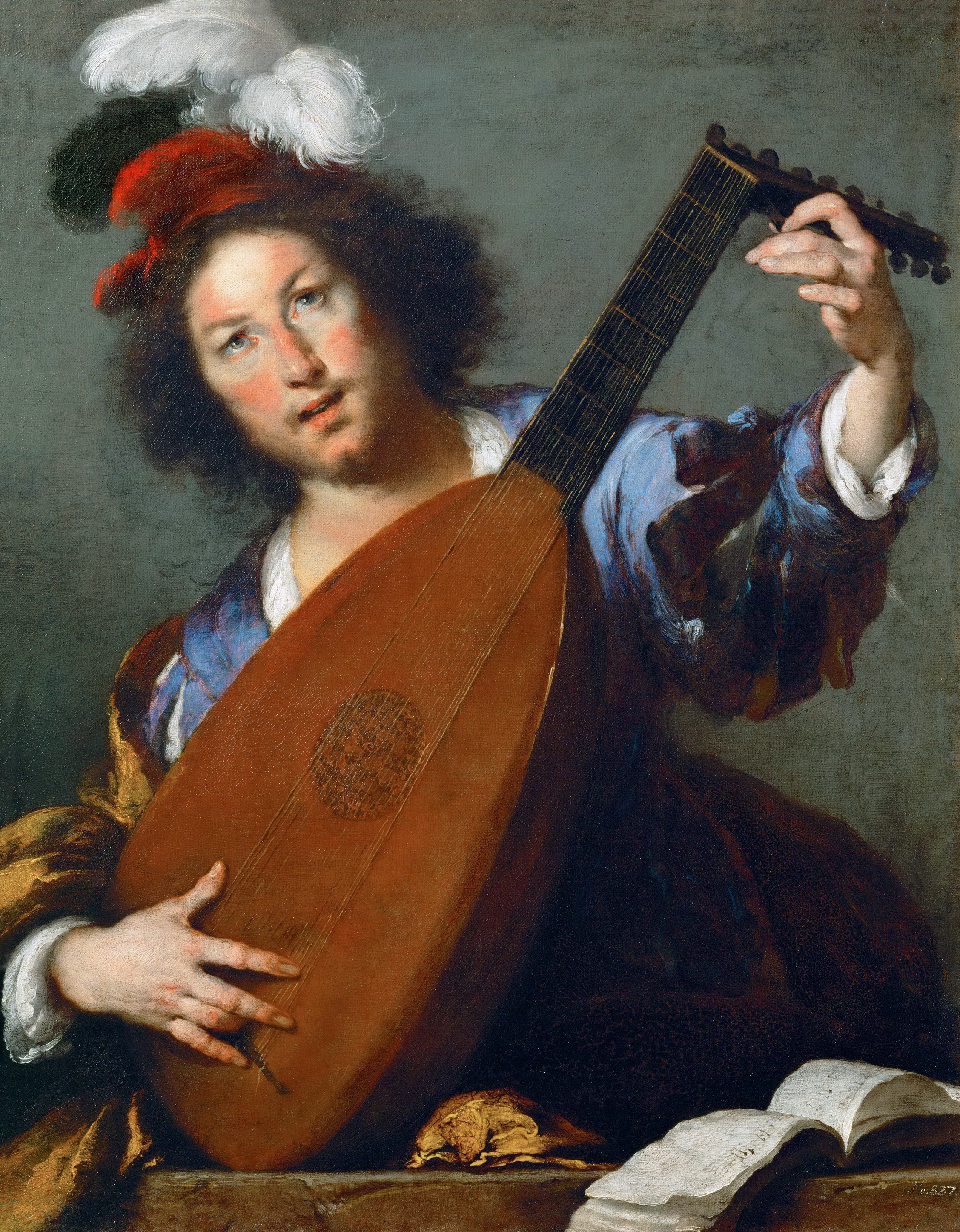
Музика з лютнею
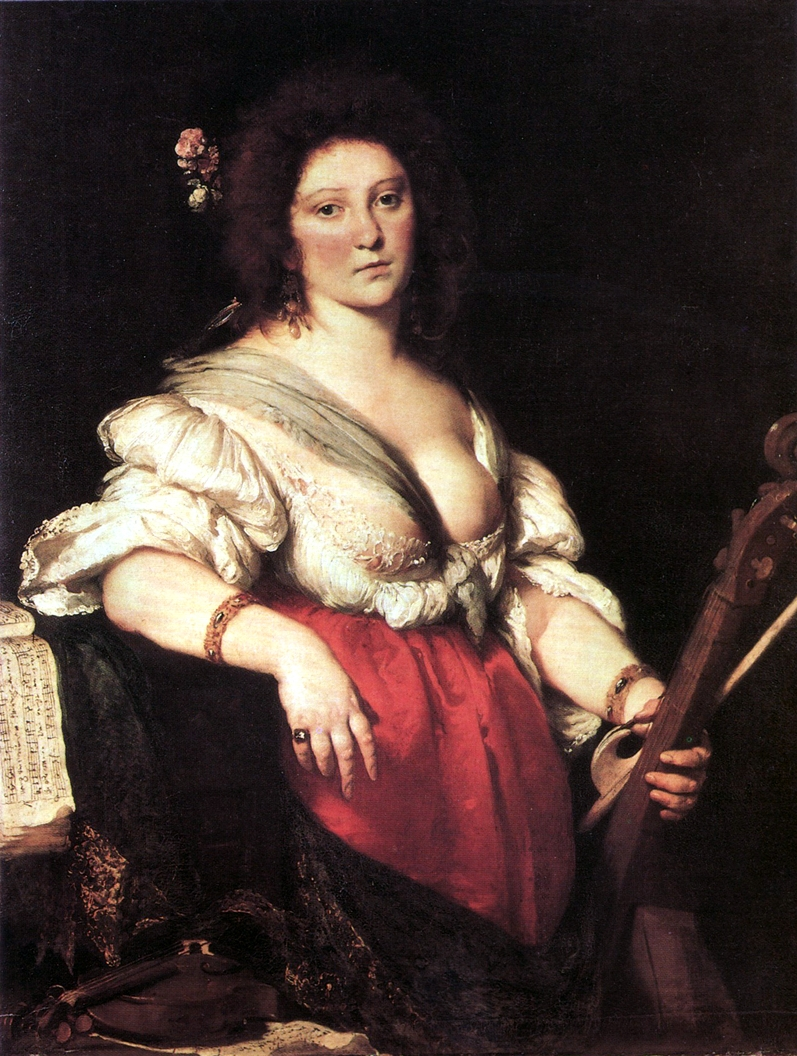
Жінка музикантка

### Портрети пензля Строцці

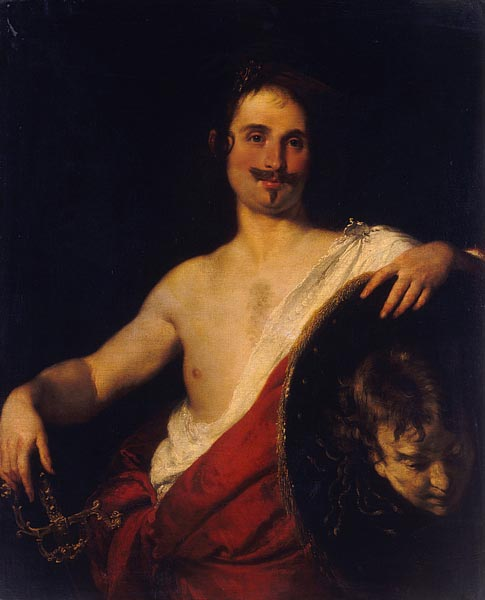
Портрет Джан Донато Корреджо у вигляді Персея, бл. 1631,Музей Манін, Діжон, Франція
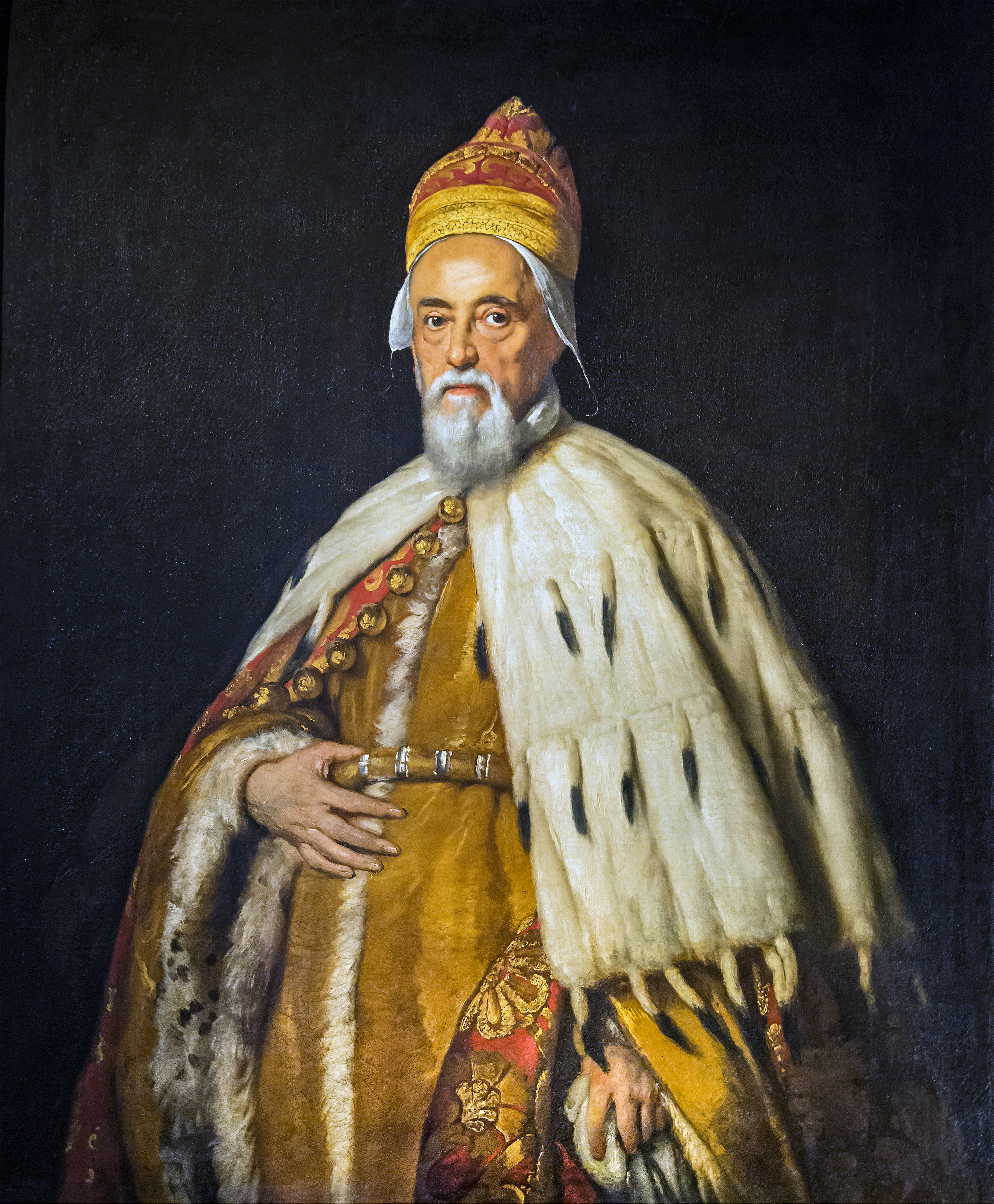
Дож Франческо Еріццо, Галерея академії, Венеція
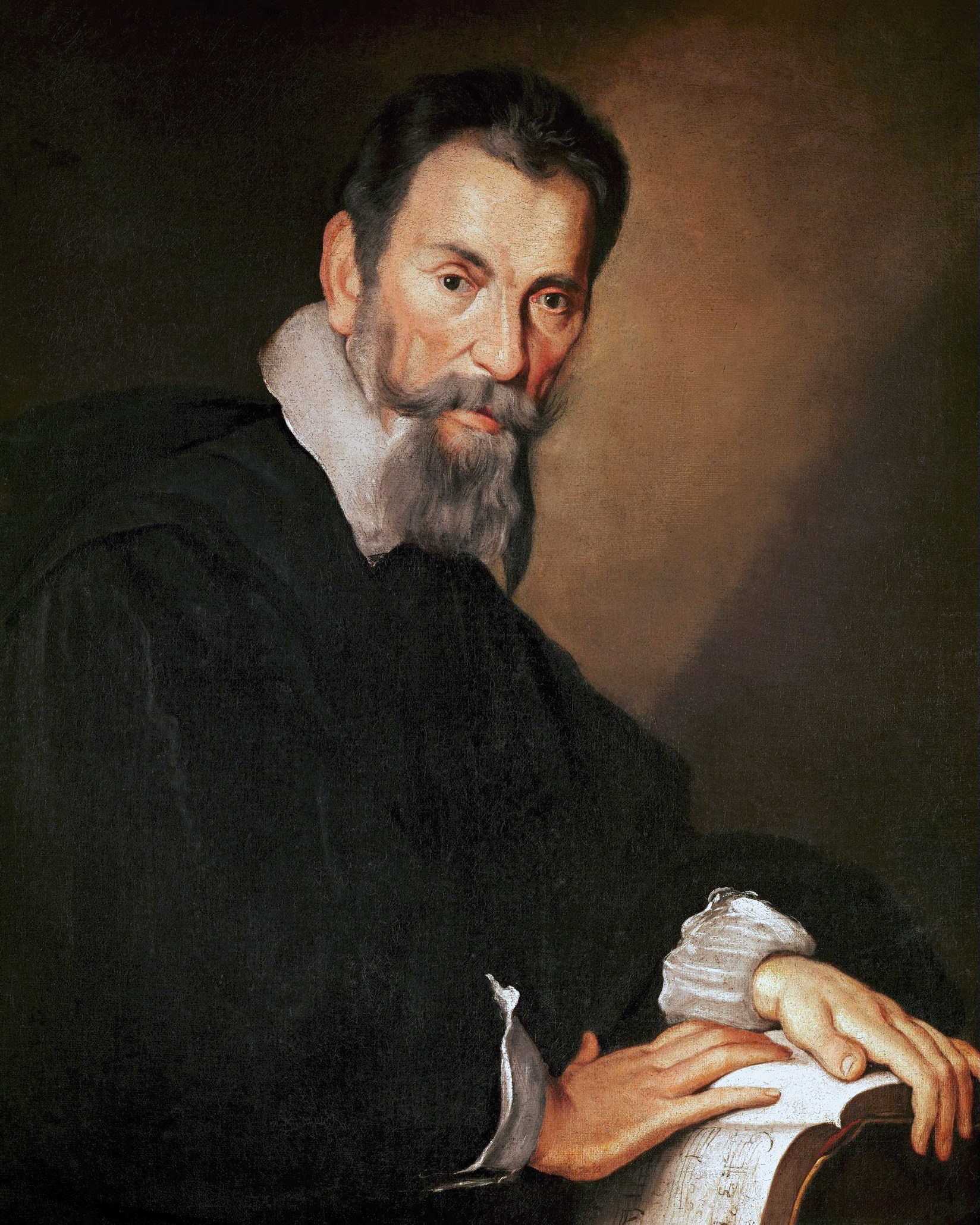
Композитор Клаудіо Монтеверді
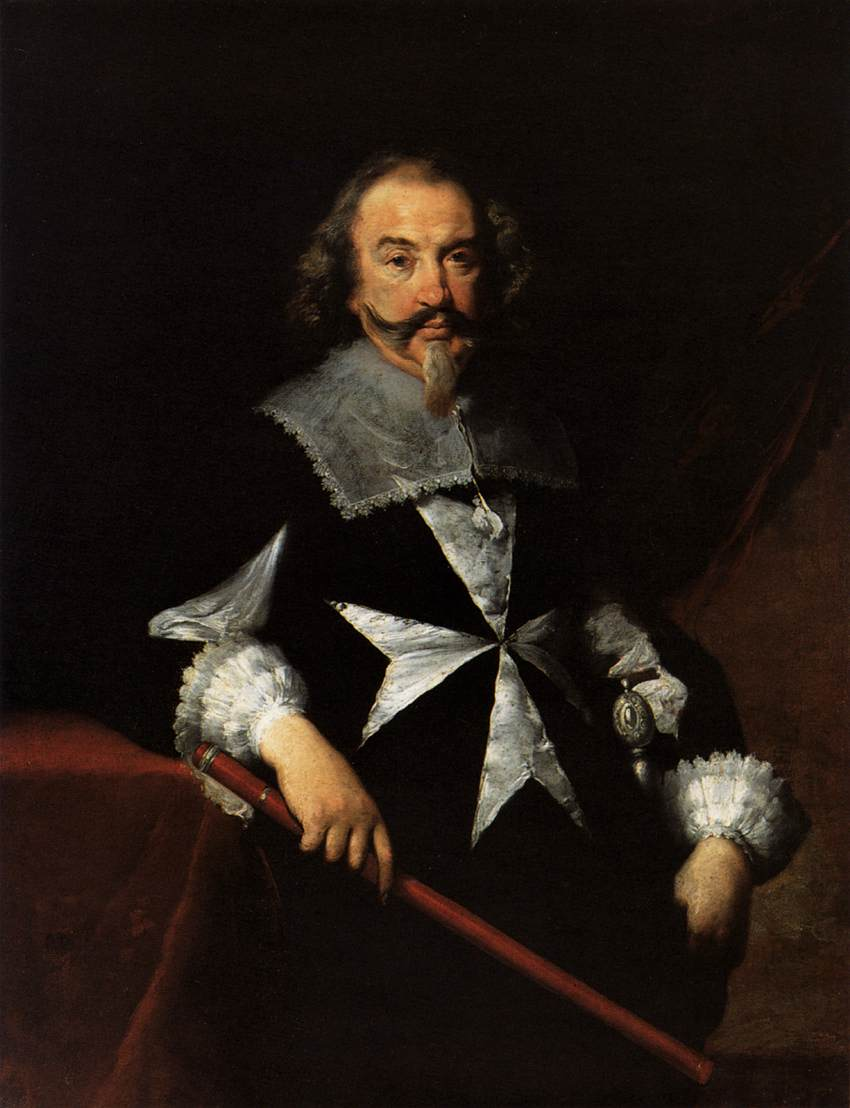
Мальтійський лицар, Пінакотека Брера, Мілан.

### Релігійні картини

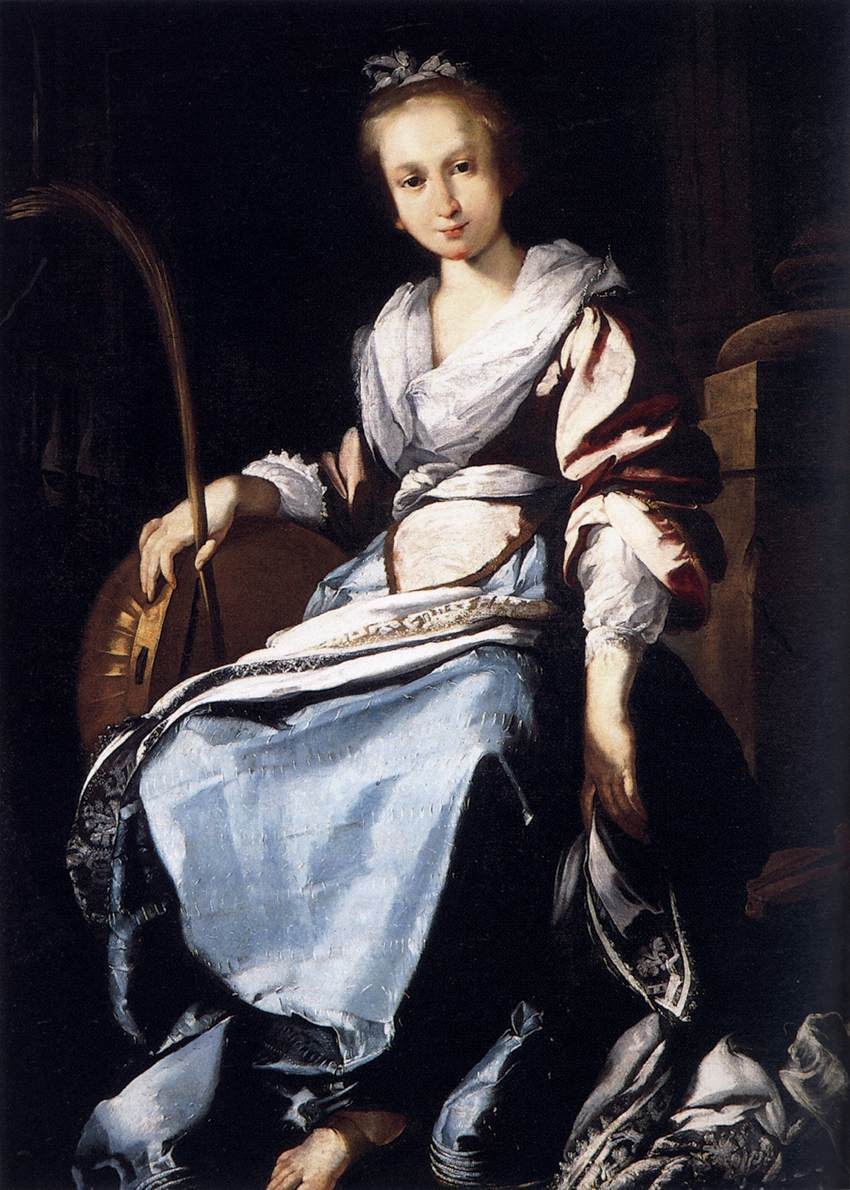
Свята Цецилія, 1625
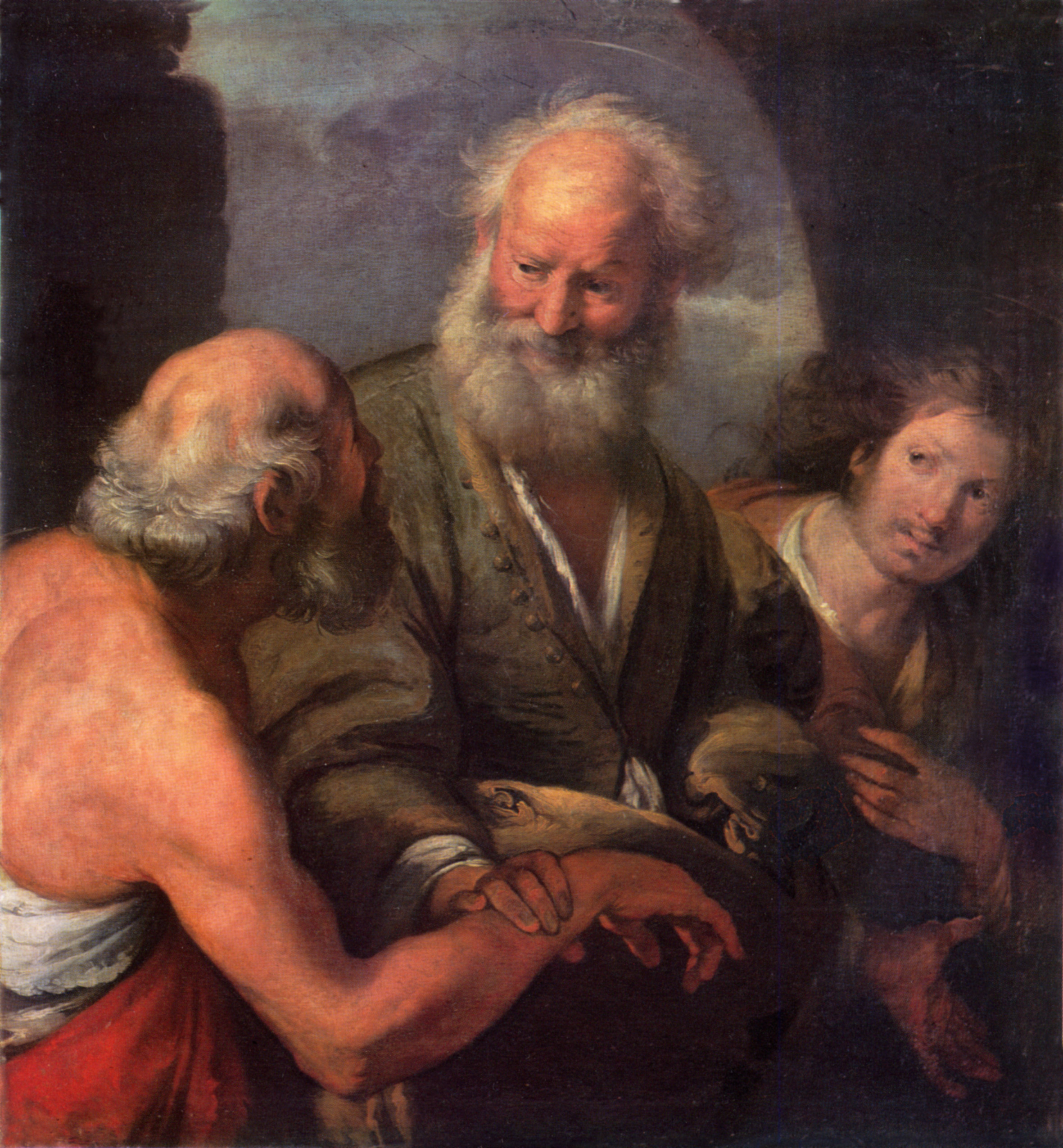
«Апостол Петро зцілює паралічного», Львівська національна галерея мистецтв
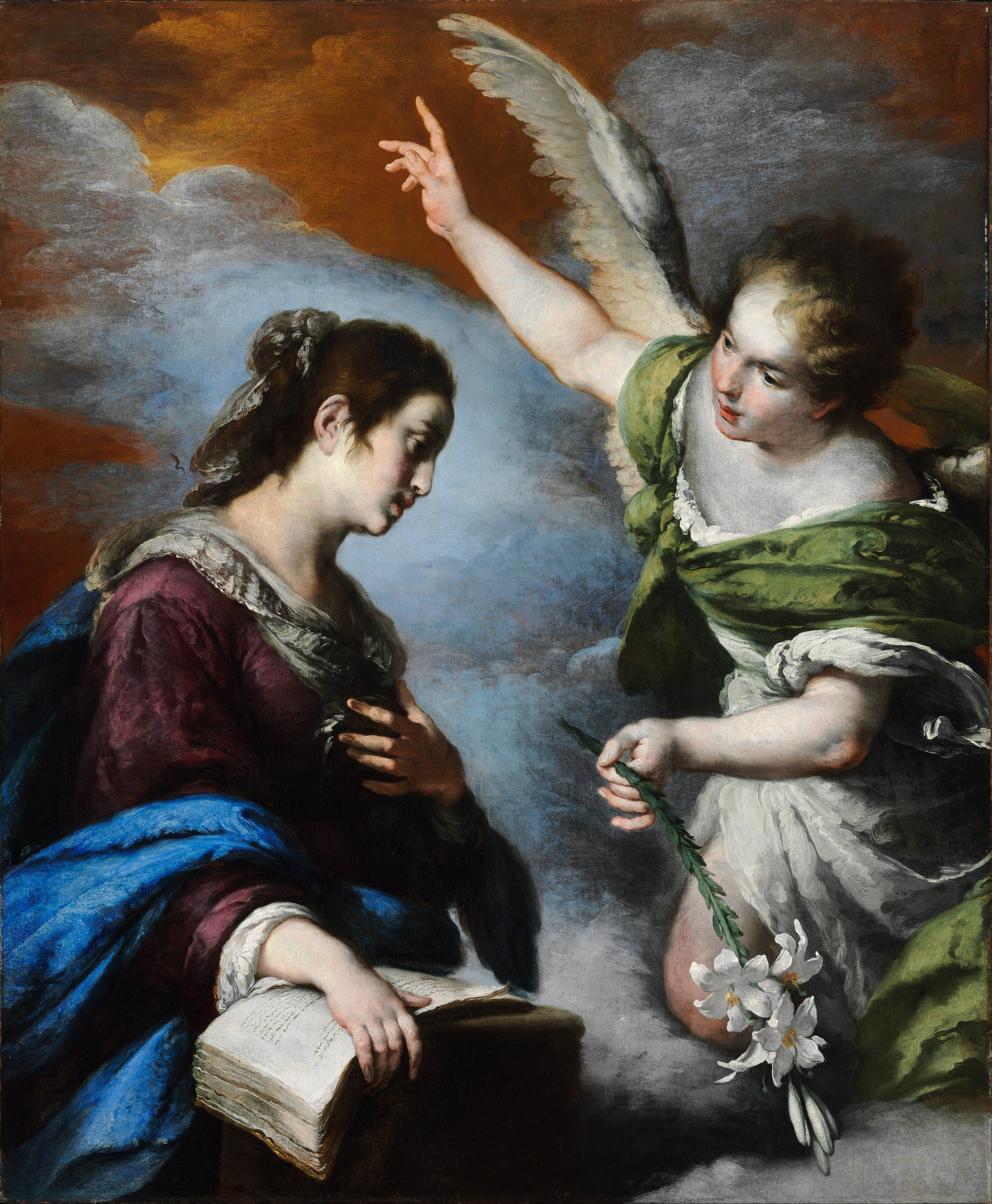
«Благовіщення», 1644 р., Музей образотворчих мистецтв (Будапешт)
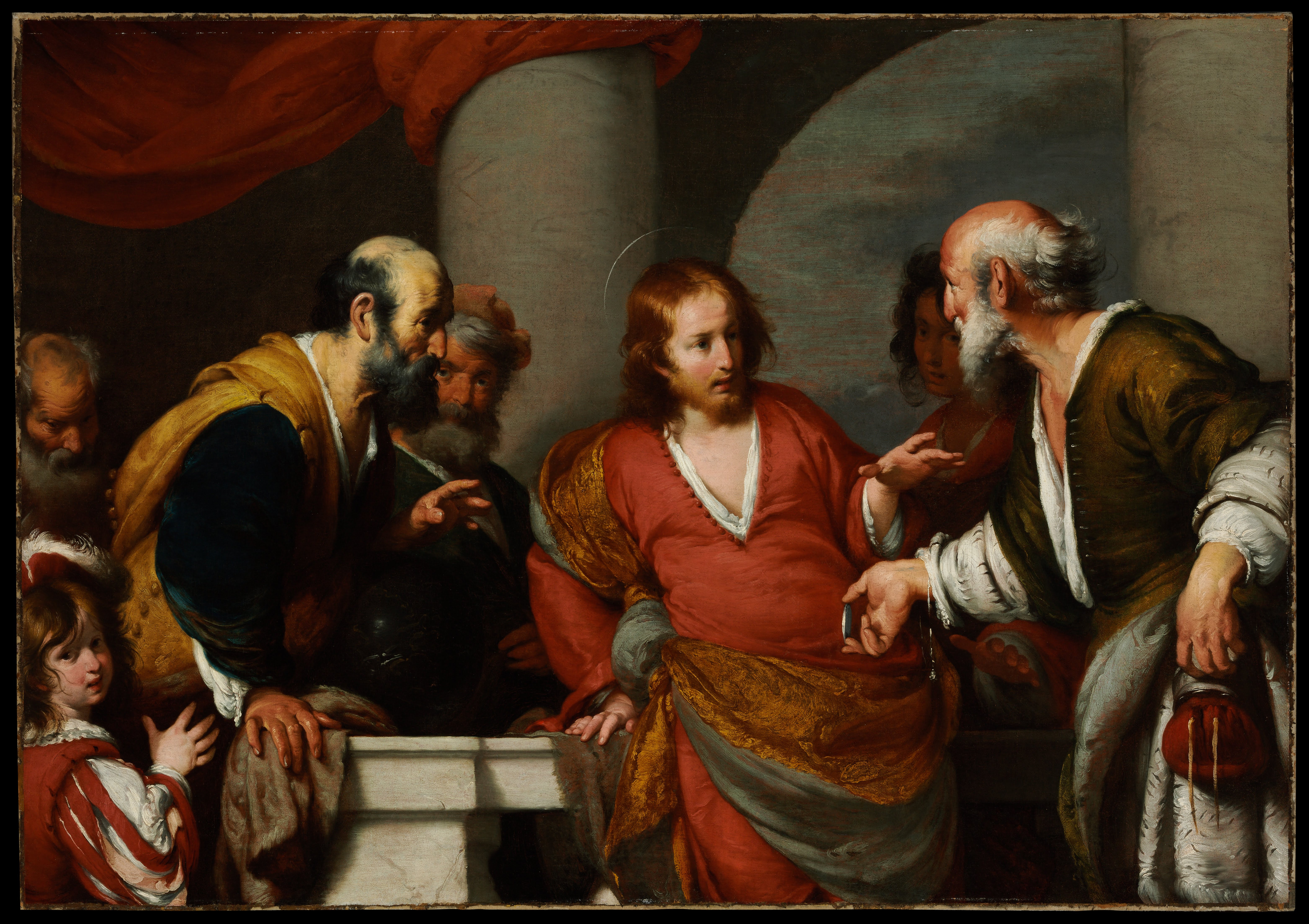
«Динарій кесаря», 1630-ті рр., Музей образотворчих мистецтв (Будапешт)
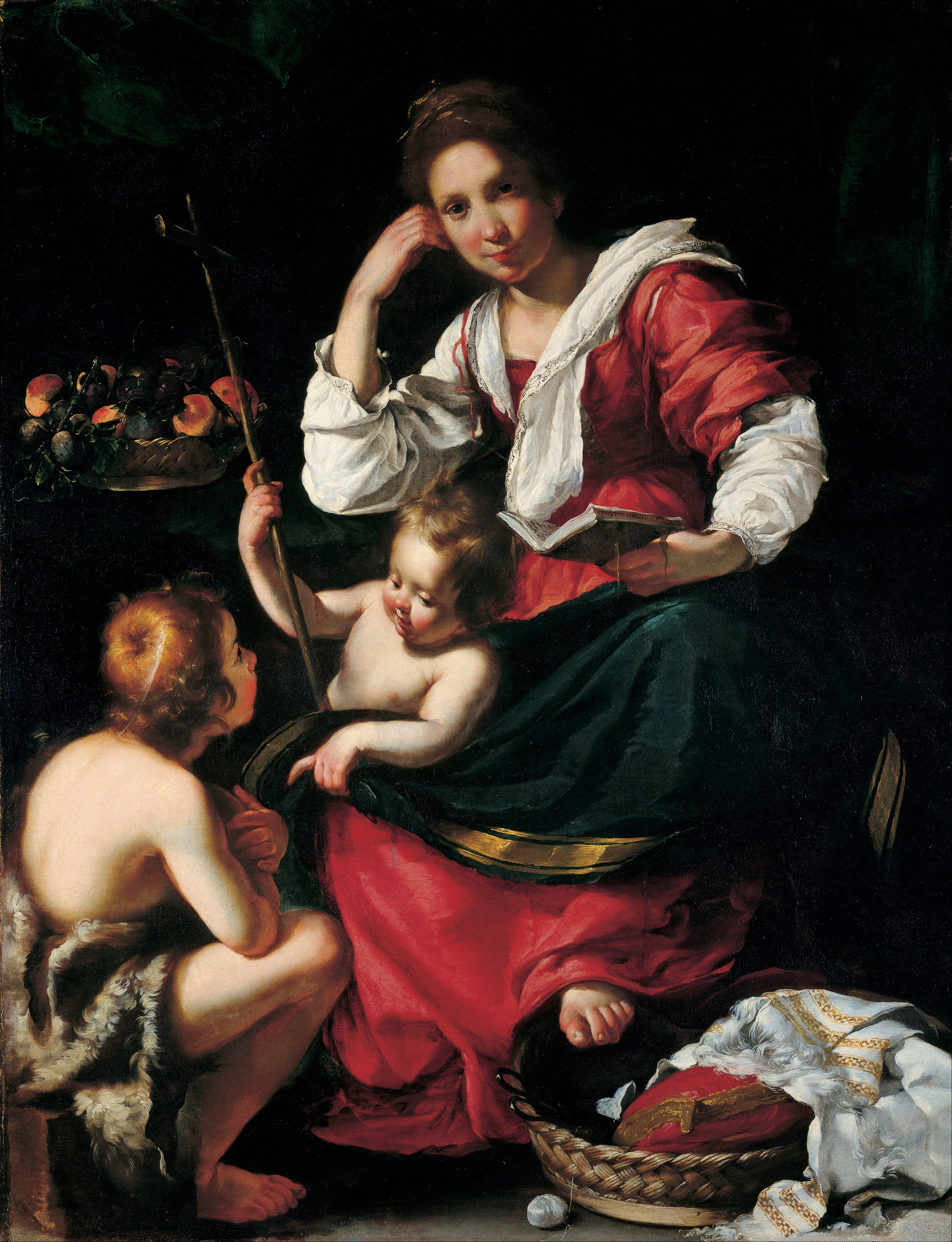
«Мадонна з немовлям з Сент-Джон»
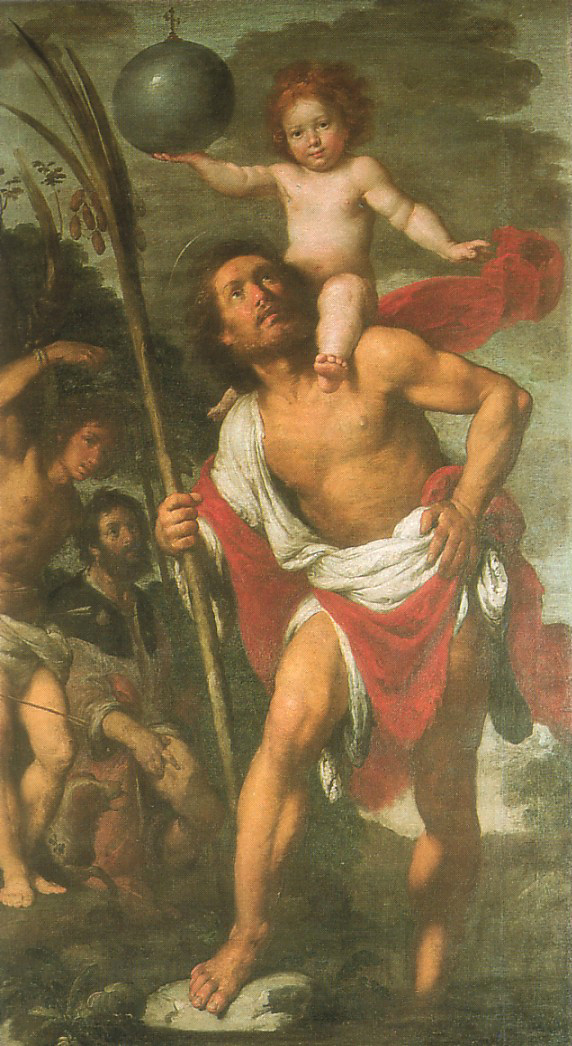
«Св. Христофор переносить Христа»